# Vitrac-Saint-Vincent

Vitrac-Saint-Vincent este o comună în departamentul Charente, Franța. În 2009 avea o populație de 520 de locuitori.